# Kay Baileyová Hutchisonová
Kathryn Ann „Kay“ Baileyová, provdaná Hutchisonová, (Bailey Hutchison, * 22. července 1943 Galveston, Texas) je americká politička za Republikánskou stranu. V letech 1993–2013 byla senátorkou Senátu Spojených států amerických za Texas. Za vlády Donalda Trumpa působila v letech 2017–2021 jako stálá představitelka USA při NATO.